# Confederația africană de volei
Confederația Africană de Volei (franceză Confederation Africaine de Volleyball, abbr. CAVB) este o structură de guvernare a voleiului african. Reunește 54 de federații naționale. Reprezintă Federația Internațională de Volei (FIVB) din Africa . Sediul central este situat în Cairo (Egipt). Din 2020, Bushra Hajij (Maroc) este președintele CAVB.

## Istorie
Comisia africană de volei a fost formată în 1965. I s-a încredințat organizarea și dezvoltarea voleiului în țările africane. Acesta include federațiile naționale din 25 de țări ale continentului african, care la acea vreme erau membre ale FIVB. Printre ei se numără unul dintre fondatorii FIVB Egipt. Dacă în 1961 existau doar 8 țări africane în Federația Internațională de Volei, atunci în trei ani erau deja 22. Creșterea rapidă a reprezentării africane în mișcarea sportivă internațională este legată de independența "continentului negru". În 1972, Comisia Africană de Volei a fost reorganizată într-o confederație și a primit numele actual.
În 1965, la Brazzaville (Congo), s-a desfășurat primul turneu de volei pentru echipele naționale masculine în cadrul I Jocurilor All-African, iar în 1978, în cadrul III Jocurilor All-African din Algeria (Algeria), primul turneu similar în rândul femeilor.
În 1967, a avut loc primul Campionat african de volei masculin. În 1976, primul astfel de turneu a avut loc în rândul echipelor naționale feminine de pe continentul african.
Din 1984, campionatele africane de volei au avut loc printre echipele masculine de tineret, iar din 1986 - printre echipele naționale feminine. În 1994, a avut loc primul Campionat African pentru tineret, iar în 2004, în rândul fetelor.

## Președinți CAVB
- 1965-1966 - Ali bin Duaji (Tunis)
- 1966-1989 - Shadley Zuyten (Tunis))
- 1989-1995 - Selim Nasef (Egipt)
- 1995-2001 - Gabrielle Lowry-Gigi (Côte d'Ivoire)
- 2001-2020 - Amr Elwani (Egipt)
- din 2020 - Byushrah Hajij (Maroc)

## Structura CAVB
Organul suprem al Confederației Africane de Volei este Adunarea Generală .
Pentru a îndeplini sarcinile stabilite de Adunarea Generală pentru CAVB, precum și cerințele statutare, delegații adunării aleg un Consiliu administrativ format din 18 membri. Se întrunește cel puțin o dată pe an. Dintre membrii săi, Consiliul de administrație alege un Comitet executiv, care pune în aplicare deciziile Adunării Generale și, de asemenea, organizează activitățile de zi cu zi ale CAVB. Lucrările sale sunt conduse de președintele Confederației Africane de Volei.
Pentru rezolvarea sarcinilor speciale cu care se confruntă CAVB, în structura sa au fost create comitete tehnice permanente: sport-organizatoric, juridic, arbitral, medical, tehnic și antrenor, comisia de volei pe plajă.
Zonele teritoriale au fost, de asemenea, formate în cadrul Confederației Africane de Volei. În total sunt 7: 1. (Africa de Nord), 2. (Atlantic), 3. (Africa de Vest), 4. (Africa Centrală), 5. (Africa de Est), 6. (Africa de Sud) și 7. (Oceanul Indian).

## Competiții oficiale
Ca parte a activităților sale, Confederația Africană de Volei este responsabilă de următoarele turnee:
- Turnee de volei în cadrul Jocurilor All-africane - o dată la patru ani în sezonul preolimpic
- Campionatele naționale africane pentru echipe - o dată la doi ani în anii impari
- Campionatele Africane pentru Tineret - o dată la doi ani în anii pari
- Campionatele naționale africane pentru echipe naționale - o dată la doi ani, în anii pari
- Turnee de calificare pentru turneele olimpice de volei, campionate mondiale pentru echipe naționale și campionate mondiale pentru echipe de tineret
- Campionate africane de club - anual
- Campionatele africane de volei pe plajă

## Membri CAVB
| Țara                      | Federația națională                                                | Anul de aderare la FIVB | Website                                               | Zona |
| ------------------------- | ------------------------------------------------------------------ | ----------------------- | ----------------------------------------------------- | ---- |
| Algeria                   | Algerian Volley-Ball Federation                                    | 1964                    | afvb.org                                              | 1    |
| Angola                    | Federaçãо Angolana de Voleibol                                     | 1978                    |                                                       | 6    |
| Benin                     | Federation Beninoise de Volley-Ball                                | 1964                    |                                                       | 3    |
| Botswana                  | Botswana Volleyball Federation                                     | 1988                    |                                                       | 6    |
| Burkina Faso              | Federation de Volley-Ball de Burkina Faso                          | 1964                    |                                                       | 3    |
| Burundi                   | Federation Burundaise de Volley-Ball                               | 1992                    |                                                       | 4    |
| Gabon                     | Federation Gabonaise de Volley-Ball                                | 1965                    |                                                       | 4    |
| Gambia                    | Gambia Volleyball Association                                      | 1972                    |                                                       | 2    |
| Ghana                     | Ghana Volleyball Association                                       | 1961                    |                                                       | 3    |
| Guineea                   | Federation Guineenne de Volley-Ball                                | 1961                    |                                                       | 2    |
| Guineea-Bissau            | Federaçãо de Voleibol da Guine-Bissau                              | 1992                    |                                                       | 2    |
| Djibouti                  | Federation Djiboutienne de Volley-Ball                             | 1984                    |                                                       | 5    |
| Egipt                     | Egyptian Volleyball Federation                                     | 1947                    | fevb.org                                              | 5    |
| Zambia                    | Zambia Volleyball Association                                      | 1970                    |                                                       | 6    |
| Zimbabwe                  | Zimbabwe Volleyball Association                                    | 1982                    |                                                       | 6    |
| Republica Capul Verde     | Federaçãо Cabo-Verdiana de Voleibol                                | 1988                    |                                                       | 2    |
| Camerun                   | Federation Camerounaise de Volley-Ball                             | 1964                    | fecavolley.net[nefuncțională – arhivă]                | 4    |
| Kenya                     | Kenya Volleyball Federation                                        | 1964                    |                                                       | 5    |
| Comore                    | Federation Comorienne de Volley-Ball                               | 1982                    |                                                       | 7    |
| Republica Congo           | Federation Congolaise de Volley-Ball                               | 1964                    |                                                       | 4    |
| Republica Democrată Congo | Federation de Volley-Ball du Congo                                 | 1964                    |                                                       | 4    |
| Coasta de Fildeș          | Federation Ivoirienne de Volley-Ball                               | 1964                    | volleyivoire.com                                      | 3    |
| Lesotho                   | Lesotho Volleyball Association                                     | 1992                    |                                                       | 6    |
| Liberia                   | Liberia Volleyball Federation                                      | 1987                    |                                                       | 3    |
| Libia                     | Libyan Volleyball Federation                                       | 1968                    |                                                       | 1    |
| Mauritius                 | Mauritius Volleyball Association                                   | 1959                    |                                                       | 7    |
| Mauritania                | Federation de Volley-Ball de la Republique Islamique de Mauritanie | 1964                    |                                                       | 2    |
| Madagascar                | Federation Malagasy de Volley-Ball                                 | 1964                    |                                                       | 7    |
| Malawi                    | Volleyball Association of Malawi                                   | 1984                    |                                                       | 6    |
| Mali                      | Federation Malienne de Volley-Ball                                 | 1964                    |                                                       | 2    |
| Maroc                     | Federation Royale Marocaine de Volley-Ball                         | 1959                    | frmvb.org                                             | 1    |
| Mozambic                  | Federaçãо Moçambicana de Voleibol                                  | 1978                    |                                                       | 6    |
| Namibia                   | Namibian Volleyball Federation                                     | 1991                    | namibiavolleyball.org                                 | 6    |
| Niger                     | Federation Nigerienne de Volley-Ball                               | 1964                    |                                                       | 3    |
| Nigeria                   | Nigeria Volleyball Federation                                      | 1972                    |                                                       | 3    |
| Rwanda                    | Federation Rwandaise de Volley-Ball                                | 1978                    |                                                       | 5    |
| São Tome și Príncipe      | Federaçãо Santomense de Voleibol                                   | 1984                    |                                                       | 4    |
| Seychelles                | Seychelles Volleyball Federation                                   | 1982                    |                                                       | 7    |
| Senegal                   | Federation Senegalaise de Volley-Ball                              | 1961                    |                                                       | 2    |
| Somalia                   | Somali Volleyball Federation                                       | 1972                    |                                                       | 5    |
| Sudan                     | Sudan Volleyball Association                                       | 1972                    |                                                       | 5    |
| Sierra Leone              | Federation de Volley-Ball de la Sierra Leone                       | 1992                    |                                                       | 2    |
| Tanzania                  | Tanzania Volleyball Association                                    | 1984                    |                                                       | 5    |
| Togo                      | Federation Togolaise de Volley-Ball                                | 1968                    | ftvb.tg                                               | 3    |
| Tunisia                   | Federation Tinisienne de Volley-Ball                               | 1957                    | ftvb.org Arhivat în 8 iulie 2011, la Wayback Machine. | 1    |
| Uganda                    | Uganda Volleyball Federation                                       | 1982                    |                                                       | 5    |
| Republica Centrafricană   | Federation Centrafricaine de Volley-Ball                           | 1964                    |                                                       | 4    |
| Ciad                      | Federation Tchadienne de Volley-Ball                               | 1964                    |                                                       | 4    |
| Guineea Ecuatorială       | Federacion Ecuatoguineana de Voleibol                              | 1992                    |                                                       | 4    |
| Eritreea                  | Eritrean National Volleyball Federation                            | 1998                    |                                                       | 5    |
| Eswatini                  | Eswatini National Volleyball Association                           | 1984                    |                                                       | 6    |
| Etiopia                   | Ethiopian Volleyball Federation                                    | 1955                    |                                                       | 5    |
| Africa de Sud             | Volleyball South Africa                                            | 1992                    | volleyballsouthafrica.co.za                           | 6    |
| Sudanul de Sud            | South Sudan National Olympic Committee                             | 2020                    |                                                       | 5    |